# The Sims: Het Rijke Leven
The Sims: Het Rijke Leven (The Sims: Livin' Large in de Verenigde Staten en The Sims: Livin' It Up in het Verenigd Koninkrijk en Finland) is het eerste uitbreidingspakket voor The Sims. Het spel is ook verkrijgbaar als The Sims: Deluxe Edition samen met het basisspel, extra voorwerpen en kledingstukken.

## Gameplay
De uitbreiding voegt nieuwe NPC's toe, zoals de Servo (een robot), Tragische Clown en Magere Hein. De Kerstman kan langskomen als de speler koekjes naast een kerstboom of open haard legt. De Tragische Clown bezoekt depressieve Sims die het schilderij van de Clown in bezit hebben. Ook kunnen gebruikers nu maximaal 5 buurten hebben, in plaats van één en zijn deze groter gemaakt.

### Nieuwe voorwerpen
In het pakket zitten in totaal 125 nieuwe voorwerpen, zoals:
- Thuis-lab: Sims kunnen hun kennis over logica verhogen door het maken van drankjes. Ze kunnen hun zelfgemaakte drankjes ook opdrinken, waardoor ze verschillende soorten effecten kunnen meemaken, zoals onzichtbaar worden of veranderen in een monster.
- Gouden lamp: Als Sims behoefte hebben aan meer liefde of geld, dan kunnen ze over de lamp wrijven om een paarse wensgeest op te roepen. Niet alle effecten van de lamp zijn positief: de geest vervult de wensen van de Sims soms op een iets andere manier.
- Vibrerend bed: Dit romantische bed geeft de Sims meer comfort tijdens het slapen maar ook de mogelijkheid om te "Spelen in bed".
- Elektrische gitaar: Met wat oefening kunnen de Sims gitaar leren spelen en op deze manier fans krijgen.
- Kristallen bol: Ontrafel het orakel van de kristallen bol en volg zijn advies op om de persoonlijkheid van de Sims te verbeteren.

### Carrières
Er zitten 5 nieuwe carrières in het spel:
- Luiwammes
- Journalist
- Paranormaal
- Hacker
- Muzikant

### Trivia
- De carrière Hacker die deze uitbreiding aan het spel toevoegt, is de hoogst betaalde carrière die in het spel beschikbaar is. Een Sim verdient met deze baan 1550 Simdollar per dag.[1]
- Met deze uitbreiding kunnen Sims nu ook hun familie uitbreiden. Door de toevoeging van een speciaal vibrerend bed, kunnen Sims kinderen krijgen.[2]